# Ippolito Nievo

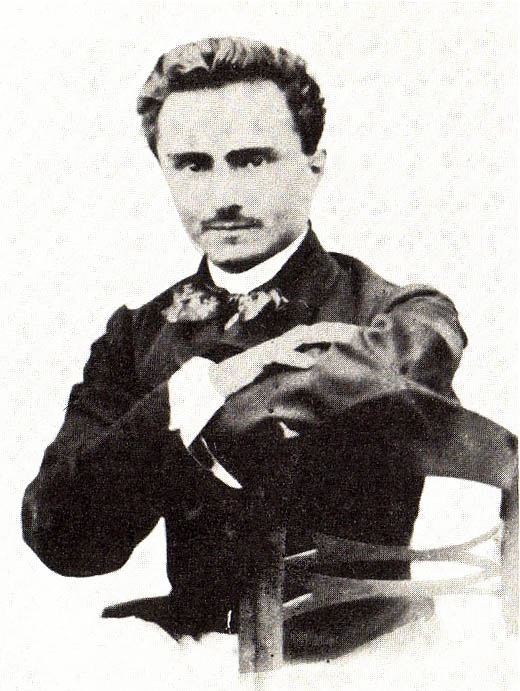
Ippolito Nievo

Ippolito Nievo (* 30. November 1831 in Padua, Königreich Lombardo-Venetien; † 4. März 1861 im Tyrrhenischen Meer bei einem Schiffsunglück) war ein italienischer Schriftsteller.

## Leben
Nievo wurde als Sohn des mantuanischen Beamten Antonio Marin und der Adligen Adele Marin geboren. Sein Großvater mütterlicherseits, Carlo Marin, war stimmberechtigter venezianischer Patrizier im Großen Rat der Republik Venedig während deren Untergang.
Ab 1841 besuchte Nievo das katholische Seminar Sant'Anastasia in Verona. Danach nahm er Unterricht auf privaten Gymnasien in Cremona und Revere und legte 1850 das Abitur ab. Nach seiner Rückkehr ins heimische Mantua schrieb sich Nievo für die juristische Fakultät in Pavia ein und begann dort 1852 sein Jurastudium, das er 1855 nach einem Wechsel auf die Universität in Padua abschloss.
Von der politischen Situation in Italien enttäuscht, das immer noch teilweise von Fremdmächten wie dem Kaisertum Österreich oder Spanien besetzt und in viele Fürstentümer unterteilt war, begab sich Nievo 1855 nach Colloredo di Monte Albano und fing dort mit ersten Arbeiten an seinem Meisterwerk Le confessioni d’un Italiano (dt.: „Die Bekenntnisse eines Italieners“) an. Daneben arbeitete Nievo auch als Journalist, etwa für die Wochenzeitung Il Caffè. 1856 musste sich Nievo wegen seiner in der Mailänder Zeitung Il Panorama universale veröffentlichten Erzählung L'Avvocatino einem Gerichtsprozess in Mailand stellen. Nach der Rückkehr 1857 nach Colloredo di Monte Albano begab sich Nievo erneut an das Verfassen des Historischen Romans Le confessioni d’un Italiano, den er 1858 vollendete, und in dem er sich für die italienische Risorgimento-Bewegung starkmachte, die sich einen einheitlichen, italienischen Nationalstaat wünschte. Das Werk wurde allerdings erst 1867 nach Nievos Tod unter dem Titel Le Confessioni di un ottuagenario (deutsch: „Die Bekenntnisse eines Achtzigjährigen“) veröffentlicht.
Nievo kämpfte auch selbst aktiv als Soldat für die italienische Nationalbewegung. So nahm er seit 1859 im Regiment der Cacciatori delle Alpi (dt.: „Alpenjäger“) an der Seite Giuseppe Garibaldis am zweiten italienischen Unabhängigkeitskrieg teil und gehörte auch zu den Freiwilligen aus dem berühmten Zug der Tausend, die 1860 unter Garibaldi in Sizilien landeten. Am 4. März 1861 schiffte er sich auf dem alten Dampfschiff Ercole nach Neapel ein, allerdings erreichte dieses nie das Ziel, womit die Todesumstände Nievos im Dunkeln bleiben.

## Werke (Auswahl)

### Briefe
- Le lettere a Matilde Ferrari, 1848–1851

### Gedichte
- Versi, 1854
- Le Lucciole. Canzoniere, 1858
- Gli Amori Garibaldini, 1860

### Politische Schriften
- Venezia e la libertà d'Italia, 1859

### Romane und Erzählungen
- Afrodisiaco per l’amor platonico, 1851, postum veröffentlicht 1956
- La nostra famiglia di campagna, 1855
- Il Varmo, 1856
  - Am Ufer des Varmo. Dorfgeschichten. Wien/Bozen: Folio Verlag 2015, ISBN 978-3-85256-578-1.
- Angelo di bontà. Storia del secolo passato, 1856
  - Übers. Otto Borchers: Ein Engelsherz, Grunow, Leipzig 1877
  - Übers. Barbara Kleiner: Ein Engel an Güte. Geschichte aus dem vergangenen Jahrhundert. Manesse, Zürich 2010, ISBN 978-3-7175-2174-7.
- Le confessioni d’un Italiano, 1857/58, postum 1867 veröffentlicht als Le confessioni di un ottuagenario
  - Übers. Isolde Kurz: Erinnerungen eines Achtzigjährigen. 2 Bände. Leipzig 1877
  - Übers. Charlotte Birnbaum: Pisana oder die Bekenntnisse eines Achtzigjährigen. Insel, Frankfurt 1956
  - Übers. Barbara Kleiner: Bekenntnisse eines Italieners. 2 Bände. Manesse, Zürich 2005[1]
- La storia filosofica dei secoli futuri, 1860

## Notizen
1. ↑  Der Kritiker Denis Scheck geht 2007 in Straelen in einem Grußwort zum Straelener Übersetzerpreis der Kunststiftung NRW an Kleiner ausführlich auf das Werk und die übersetzerische Leistung ein.

| Personendaten    | Personendaten                               |
| ---------------- | ------------------------------------------- |
| NAME             | Nievo, Ippolito                             |
| KURZBESCHREIBUNG | italienischer Autor                         |
| GEBURTSDATUM     | 30. November 1831                           |
| GEBURTSORT       | Padua                                       |
| STERBEDATUM      | 4. März 1861                                |
| STERBEORT        | Tyrrhenischen Meer bei einem Schiffsunglück |